# كيمبريدجشير الجنوبية الشرقية (دائرة انتخابية في المملكة المتحدة)
كيمبريدجشير الجنوبية الشرقية (بالإنجليزية: South East Cambridgeshire)‏ هي إحدى الدوائر الانتخابية في المملكة المتحدة الممثلة في مجلس العموم في برلمان المملكة المتحدة.
عضو البرلمان الذي يمثلها حالياً هو :Mr James Paice (Con).